# Leopold Seeck
Ernst Leopold Seeck (* 2. April 1824 in Königsberg; † 15. März 1901 in Schöneberg bei Berlin) war ein deutscher Architekt und Baubeamter.

## Leben
Seeck war ein Sohn des Gutspächters Gottfried Seeck und dessen Ehefrau Gottliebe Seeck, geborene Lackner. Nach dem frühen Tod seiner Eltern besuchte er, von seinen Verwandten unterstützt, ab 1839 die Königliche Waisenschule in Königsberg. Er studierte Architektur und wurde 1850 nach bestandener Prüfung von der Oberbaudeputation als Feldmesser vereidigt. 1866 trat er als Baumeister in den Dienst der Stadt Berlin und wurde 1868 Stadtbauinspektor. Von seinen Werken ist die unter Denkmalschutz stehende Schillingbrücke erhalten, die in den Jahren 1871 bis 1874 unter seiner Leitung erbaut wurde. 1895 wurde ihm der Charakter als Baurat verliehen und 1896 wurde er in den Ruhestand versetzt.

## Familie
Seeck heiratete 1869 in Berlin Anna Pauline Sophie Henschel (1841–1905), Tochter des Sanitätsrats Dr. Carl Julius Henschel. Das Ehepaar hatte mehrere Kinder, darunter den späteren Architekten und Hochschullehrer Franz Seeck, der für seinen Vater das Stelengrabmal auf dem Südwestkirchhof Stahnsdorf entwarf (Block Nathanael, Feld 1, Wahlstelle 59).